# Pedro Arnoldo Aparicio Quintanilla
Pedro Arnoldo Aparicio Quintanilla SDB (ur. 29 kwietnia 1908 w Chinameca, zm. 7 września 1992) – salwadorski duchowny katolicki, biskup pomocniczy San Salvador 1946–1948 i biskup diecezjalny San Vicente 1948–1983.

## Życiorys
Święcenia kapłańskie otrzymał 20 lutego 1937.
22 lutego 1946 papież Pius XII mianował go biskupem pomocniczym San Salvador, ze stolicą tytularną Aezani. 29 czerwca 1946 z rąk arcybiskupa Giovanniego Marii Emilia Castellaniego przyjął sakrę biskupią. 27 listopada 1948 mianowany biskupem diecezjalnym San Vicente. 6 czerwca 1983 ze względu na wiek złożył rezygnację z zajmowanej funkcji.
Zmarł 7 września 1992. 